# Massacre de Moura
O Massacre de Moura ocorreu entre os dias 27 a 31 de março de 2022 durante a Guerra do Mali. Foi perpetrado pelas forças armadas malianas e pelos mercenários russos do Grupo Wagner que assediaram durante cinco dias a localidade de Moura, situada numa zona controlada pelos jihadistas do Grupo de Apoio ao Islã e aos Muçulmanos. No entanto, os jihadistas recuaram sem lutar ou tentar esconder-se entre os civis. A operação então degenerou em um massacre dos habitantes por soldados malianos e mercenários russos, sem distinção entre os civis e os supostos jihadistas.